# Il carnevale degli animali
Il carnevale degli animali (Le carnaval des animaux), Grande fantaisie zoologique, è una composizione per due pianoforti e orchestra di Camille Saint-Saëns. L'opera, la più celebre del musicista francese, fu scritta nel febbraio 1886.

## Storia
Camille Saint-Saëns compose Il carnevale degli animali nel 1886 durante un periodo di riposo a Vienna. Venne eseguita privatamente il 9 marzo 1886, in occasione della festività del martedì grasso, nell'abitazione del violoncellista Charles-Joseph Lebouc. Per volere del compositore, infatti, l'opera avrebbe dovuto essere data alle stampe ed eseguita pubblicamente solo dopo la sua morte che avvenne nel 1921. Unica eccezione fu Il cigno che fu utilizzato nel 1905 da Michel Fokine per il celebre assolo di danza. La prima esecuzione pubblica del lavoro fu il 26 febbraio 1922, a Parigi, al Théâtre Municipal du Châtelet, trentasei anni dopo la sua composizione e un anno dopo la morte dell'autore.
Il carnevale degli animali divenne la partitura più caratteristica di Camille Saint-Saëns per i suoi toni umoristici,  canzonatori e ironici.

## Struttura e sequenze
I 14 brani, tutti molto brevi, si riferiscono, in gran parte, ciascuno a un animale. Non mancano riferimenti dichiaratamente satirici e divertenti. La comicità della composizione è data anche dalle citazioni esplicite di brani o motivi conosciuti.
- 1. Introduction et marche royale du Lion (Introduzione e Marcia reale del leone). Andante maestoso

La marcia sembra descrivere la camminata pomposa e avanzata del leone, immaginato come di consueto come re del proprio ambito. Gli accordi ripetuti dei pianoforti sottolineano la cadenza del passo dell'animale. La solennità del brano è resa da sonorità chiare e incisive, in tempo Andante maestoso. Il leone si presenta con una melodia dal ritmo molto marcato e solenne, che ne evidenzia il carattere e la superiorità nei confronti degli altri animali.
- 2. Poules et Coqs (Galline e galli). Allegro moderato

Pianoforti, violini, viola e clarinetto riproducono il chiocciare delle galline per trentacinque battute. Il "coccodè" è reso da note corte e incalzanti.
- 3. Hémiones (animaux véloces) (Emioni, animali veloci). Presto furioso

L'immagine che il brano propone è la corsa veloce e frenetica degli emioni; il tempo Presto furioso caratterizza questa parentesi virtuosistica dei due pianoforti. Dopo veloci arpeggi e scale, il brano si conclude con sbrigativi accordi finali.
- 4. Tortues (Tartarughe). Andante maestoso

L'ironia del brano consiste nella scelta del tema: il famoso can-can dell'Orfeo all'inferno di Jacques Offenbach, originariamente un travolgente galop, viene qui proposto in versione lenta, evidentemente "adattato" per l'andatura lenta delle tartarughe.
- 5. L'Éléphant (L'elefante). Allegretto pomposo

Il maestoso animale viene descritto dal timbro grave del contrabbasso, che espone un valzer su accompagnamento del secondo pianoforte. Anche qui la citazione di un tema famoso, la Danza delle silfidi di Hector Berlioz, dà ironia al brano: le silfidi erano creature mitologiche leggiadre e graziose, che contrastano con la pesantezza dell'animale.
- 6. Kangourous (Canguri). Moderato

I salti improvvisi dei canguri sono riprodotti da brevi successioni di note dei pianoforti.
- 7. Aquarium (Acquario). Andantino

I pianoforti, il flauto, la armonica a bicchieri (glassarmonica) e gli archi eseguono una dolce nenia, in tempo andantino. I fraseggi e gli arpeggi, esplorano sonorità inconsuete, descrivendo l'ambiente impalpabile e al contempo soave dell'acquario. Sembra quasi che i pesci stiano giocando con delle bolle finché un imprevisto, la pioggia (rappresentata dal piano) picchietta, ma quando tutto finisce il gioco ricomincia.
Le scale ascendenti degli archi e del pianoforte descrivono efficacemente le bollicine dell'acquario. I pianoforti suonano nel registro acuto. TEMA: violini e flauto (traverso).
- 8. Personnages à longues oreilles (Personaggi dalle orecchie lunghe). Tempo ad libitum

Il brano riproduce inequivocabilmente il raglio degli asini, con note acute dei violini succedute da note basse (hi-ho). Il titolo del brano però allude anche ai critici musicali del tempo e alla loro aria saccente, presi di mira da Saint-Saëns con questa descrizione caricaturale.
- 9. Le coucou au fond des bois (Il cucù nel bosco). Andante

Il cuculo si inserisce con il suo cu-cu (suonato dal clarinetto) in una trama di accordi minimali dei pianoforti. L'atmosfera riproduce i colori e le sensazioni della foresta, con la presenza quasi nascosta dell'uccello.
- 10. Volière (Voliera). Moderato grazioso

Il rapido volo incessante di uccelli non identificati viene riprodotto da una leggera frase del flauto, ripresa più volte, sull'accompagnamento degli archi. Il brano suggerisce sensazioni di libertà e spensieratezza. Infatti dopo aver ascoltato questo brano gli uccellini cantano e sbattono le ali come per cercare di volare. Il frullio di questi è riprodotto dal pianoforte.
- 11. Pianistes (Pianisti). Allegro moderato

La musica di questo brano non è altro che una serie di semplici e ripetitivi esercizi di studio per l'apprendimento del pianoforte. Inserendo la "razza" dei pianisti tra gli animali, Saint-Saëns tratteggia un ritratto in chiave fortemente ironica di questi musicisti, costretti a ore di ripetitivo ed estenuante studio sulla tastiera.
- 12. Fossiles (Fossili). Allegro ridicolo

I fossili vengono riprodotti dallo xilofono, che fa pensare al clangore di ossa. In questo brioso brano, si possono riconoscere frammenti delle musiche più diffuse all'epoca: Partant pour la Syrie di Hortense de Beauharnais, canzone molto popolare durante l'epopea napoleonica, Danza macabra dello stesso Saint-Saëns, l'aria di Rosina dal Barbiere di Siviglia di Gioachino Rossini, alcuni canti popolari come Au clair de la lune e Ah, vous dirais-je maman. Con questo brano Saint-Saëns sembra prendere in giro i "tormentoni" della cultura francese, considerati vecchi e antiquati ma ancora in circolazione.
- 13. Le cygne (Il cigno). Andantino grazioso

Sugli arpeggi dei due pianoforti, il violoncello espone il dolcissimo tema, in tempo 6/4 in Sol maggiore, a evocare il languido e regale incedere del cigno sull'acqua. Questo brano è conosciuto anche per l'assolo di danza La morte del cigno, coreografato da Michel Fokine su questa musica (e che introduce il tema della morte, non espresso in Saint-Saëns).
- 14. Finale. Molto allegro

Il finale, un gioioso galop, si apre con gli stessi trilli dell'introduzione riprodotti dai pianoforti, subito rinforzati dagli aerofoni, dalla glassarmonica e dallo xilofono. Gli archi costruiscono tensione con poche note gravi, portando a dei glissando del piano prima che la melodia principale sia reintrodotta. Molti dei precedenti movimenti sono citati, come ad evocare un ritorno in scena dell'ensemble della compagnia: l'introduzione, il leone, gli asini, le galline, i canguri. La composizione finisce con una serie di ragli dell'asino, prima di un forte gruppo di accordi di Do maggiore.